# Elaeocarpus vaccinioides
Elaeocarpus vaccinioides är en tvåhjärtbladig växtart som beskrevs av F. Müll. och Brangn. & Gris. Elaeocarpus vaccinioides ingår i släktet Elaeocarpus och familjen Elaeocarpaceae. Inga underarter finns listade i Catalogue of Life.